# Bois-d’Amont FR
Bois-d’Amont ist eine politische Gemeinde im Schweizer Kanton Freiburg. Sie gehört zum  Saanebezirk.
Der Gemeindename ist vom Höhenzug Bois d’Amont übernommen, der zwischen den Ortschaften Ependes und Senèdes liegt und dessen Kuppe auf 864 m ü. M. auch die höchste Erhebung im neuen Gemeindegebiet bildet.

## Geschichte
Am 1. Januar 2021 fusionierten die damaligen politischen Gemeinden Arconciel, Ependes und Senèdes zur Gemeinde Bois-d’Amont. Sitz der Gemeindeverwaltung ist Arconciel.

## Geographie
Das Gemeindegebiet liegt östlich der Saane. Im Süden verläuft die Gemeindegrenze im Tobel des Baches Ruisseau du Prassasson, im Osten über das offene Landwirtschaftsgebiet bei Marais de Sales und im Norden entlang der Geländekante über der Talniederung der Ärgera.
Die Nachbargemeinden von Bois-d’Amont sind Marly, Villarsel-sur-Marly, Le Mouret, Ferpicloz, Treyvaux, Gibloux und Hauterive.